# Даниъл Роубък
Даниъл Рандъл Джеймс Роубък (на английски: Daniel Randall James Roebuck) (роден на 4 март 1963 г.) е американски телевизионен и филмов актьор. Участва с периодични роли в сериали като „Матлок“, „Наш Бриджис“, „Изгубени“ и „Съни на алеята на славата“.

## Личен живот
През 1983 г. Роубък се жени за Лесли Мъркъл. Двамата се развеждат през 1987 г. През 1994 г. той се жени за Кели Дърст, от която има две деца – Грейс и Бъстър.